# Европейский комитет по стандартизации
Европейский комитет по стандартизации (фр. Comité Européen de Normalisation, CEN) — международная некоммерческая организация, основной целью которой является содействие развитию торговли товарами и услугами путём разработки европейских стандартов (евронорм, EN). Организация создана в 1961 году.
Другими целями организации являются:
- единообразное применение в странах — членах CEN международных стандартов ISO и IEC;
- сотрудничество со всеми европейскими организациями по стандартизации;
- предоставление услуг по сертификации на соответствие европейским стандартам (евронормам).

Одним из главных принципов работы CEN является обязательное использование международных стандартов ISO как основы для разработки евронорм либо дополнение тех результатов, которые достигнуты в ISO.
Страны, которые входят в CEN:
- все государства — члены Европейского союза;
- три государства — члена Европейской ассоциации свободной торговли: Исландия, Норвегия, Швейцария;
- Великобритания, Северная Македония, Сербия, Турция.